# Laatste Oordeel (Jheronimus Bosch, Wenen)
Jheronimus Bosch, ca. 1482 of later
Olieverf op eikenhouten paneel
163 × 127,5 (middenpaneel), ca. 167 × 60 (zijvleugels)
Het Laatste Oordeel is een drieluik van de Nederlandse schilder Jheronimus Bosch in de Akademie der bildenden Künste Wien in Wenen.

## Voorstelling
Het stelt de Dag des oordeels voor. Op het middenpaneel is bovenin Christus afgebeeld met rechts van hem Maria en links Johannes de Doper. Ook wordt hij omgeven door twaalf ‘gelukzaligen’. Mogelijk zijn dit de twaalf apostelen. De oordelende Jezusfiguur komt overeen met die op een houtsnede van Albrecht Dürer uit 1509/1510 en behoort tot een standaardtype voor dit soort voorstellingen (zie ook het Laatste Oordeel van Lucas van Leyden en vele andere 15e- en 16e-eeuwse drieluiken met dit onderwerp).

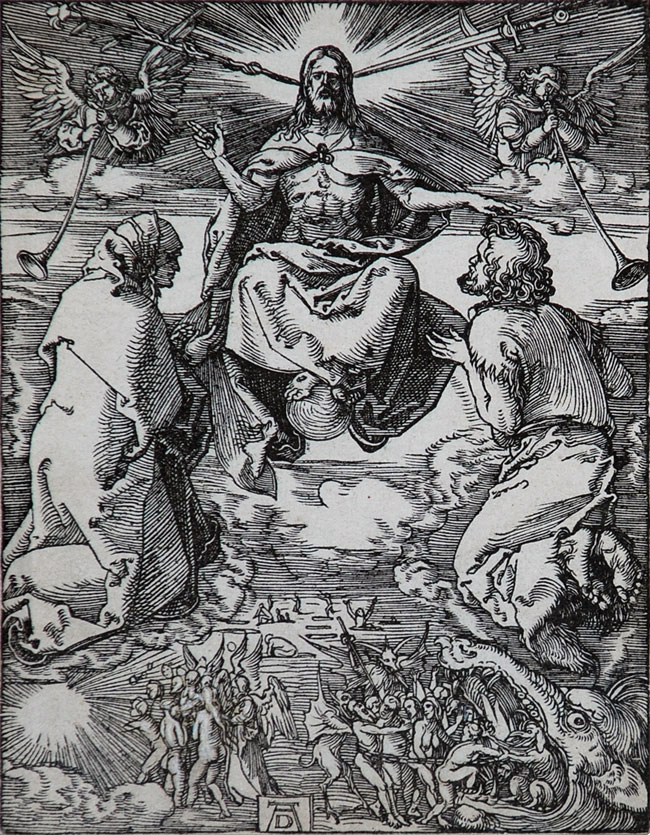
Albrecht Dürer. Het Laatste Oordeel. 1509/1510.

In traditionele Laatste Oordeel-voorstellingen zijn hieronder links de uitverkorenen en rechts de verdoemden afgebeeld. De schilder breekt echter met deze traditie door hier vrijwel alleen verdoemden af te beelden. Deze verdoemden bevinden zich in een brandende en door demonen bevolkte wereld, alsof hij wil aangeven dat de aarde tegen het einde der tijden bijna volledig in de greep van de duivel is. In het middenplan links wordt welgeteld één ziel door een engel uit deze hel op aarde gered. Opvallend is dat zich onder de demonen types bevinden die in Bosch’ tijd als schadelijk voor de maatschappij gezien werden, zoals marskramers, herbergiers, soldaten en gedegenereerde geestelijken. Door zoveel verdoemden te zetten tegenover die ene uitverkorene geeft de schilder blijk van een zeer negatief mensbeeld, waarin niemand ontkomt aan zijn of haar zonden. Hoe dit zo ver heeft kunnen komen legt hij op het linkerpaneel uit.
Het hoofdthema van het linkerluik is de erfzonde. Het is vrijwel identiek aan dat van het Hooiwagen-drieluik en stelt van onder naar boven voor: het paradijshuwelijk (zoals dit ook voorkomt op het linkerluik van de Tuin der Lusten), de zondeval en de verdrijving uit het paradijs. Helemaal bovenaan is de val van de opstandige engelen afgebeeld, waarmee de schilder verwijst naar de intrede van het kwaad in de wereld. Door ten slotte op het rechter paneel de hel af te beelden laat het drieluik zich lezen als één groot memento mori.

## Buitenzijde

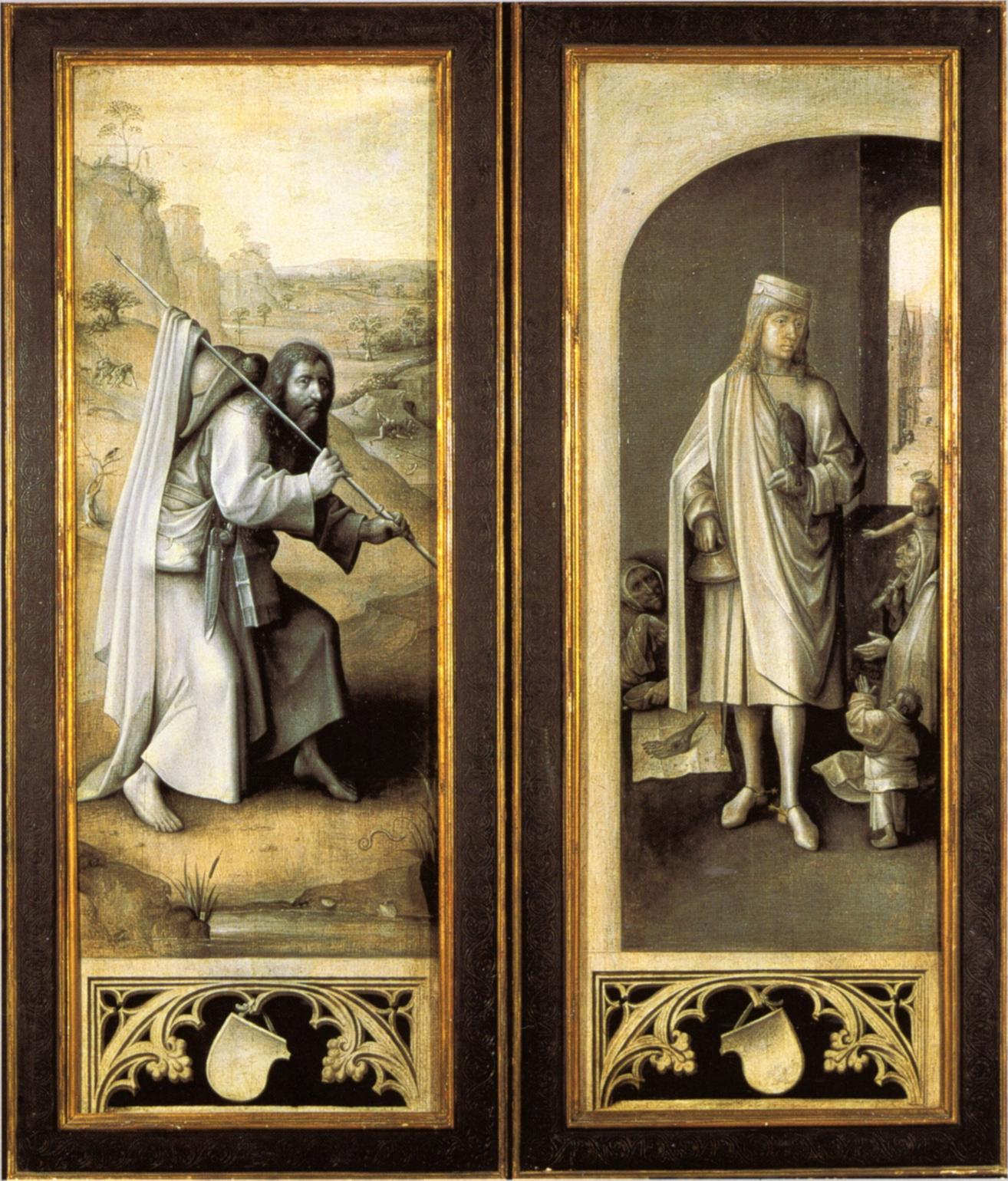
Jacobus de Meerdere en de heilige Bavo of Hippolytus van Belley.

Aan de buitenzijde van de zijpanelen zijn in grisaille twee heiligen afgebeeld: links de heilige Jakobus en rechts de heilige Bavo. Jakobus is afgebeeld als pelgrim naar zijn eigen Compostela, te herkennen aan de schelp op zijn hoed en zijn reizigersstaf. Hij beweegt zich door een ‘zondig’ landschap, waarin rechts een reiziger overvallen wordt en links een lamme en een blinde achterna worden gezeten door een hond. Bavo, de tot inkeer gekomen aristocraat, heeft op de ene hand een valk, terwijl hij met de andere aalmoezen geeft aan de armen. Onder de twee heiligen bevinden zich twee wapenschilden, die echter niet ingevuld zijn.

## Toeschrijving
Volgens Bosch-kenner Charles de Tolnay is het werk als een ‘uitstekende kopie van een verloren gegaan schilderij’. ‘Mijns inziens zijn [...] ook de beste partijen levenloos vergeleken bij Bosch’ originelen’, schreef hij. Het drieluik is echter niet alleen wat voorstelling betreft aan Bosch toe te schrijven, ook de ondertekening zou voldoende aanleiding geven om het werk als origineel te beschouwen. Bovendien heeft het werk ooit zwaar te lijden gehad, vermoedelijk het gevolg van een brand, waarna het gedeeltelijk is overgeschilderd. Volgens de Duitse kunsthistoricus Max Friedländer zijn de niet-overgeschilderde gedeeltes van een zodanig hoge kwaliteit, dat het onwaarschijnlijk is, dat het hier om een kopie gaat. Met name de panelen aan de buitenzijde noemt hij ‘worthy of the master’, terwijl hij van de binnenzijde van het linkerpaneel opmerkt dat ze onhandig geschilderd zijn – waarschijnlijk als gevolg van de vermoedelijke overschildering. Tegenwoordig gaat men er echter van uit dat dit soort verschillen in kwaliteit, maar ook in compositie, tussen met name het linkerpaneel en het middenpaneel, wijzen op mogelijke samenwerking met een assistent.

## Datering
Dendrochronologisch onderzoek heeft aangetoond dat het werk omstreeks 1482 of later tot stand is gekomen. Het zou dus om een vroeg werk kunnen gaan. Het is echter ook niet onmogelijk dat het een verkleinde versie is van het Laatste Oordeel, dat Filips de Schone in 1504 bij Bosch bestelde (zie Herkomst). Als dit zo is zou het werk van omstreeks die tijd moeten dateren.

## Herkomst
Het werk wordt in 1659 voor het eerst vermeld in een inventaris van de kunstgalerij van Leopold Willem van Oostenrijk (1614-1662). Tegen het einde van de 18e eeuw was het in het bezit van Graaf Anton Lamberg-Spritzenstein (1740-1822), ambassadeur van het Keizerrijk Oostenrijk in Napels en Turijn, die het in 1822 naliet aan de Akademie der bildenden Künste Wien.
Hoe het in het bezit van Leopold Willem van Oostenrijk kwam is niet bekend. De wapenschilden aan de buitenzijde zijn niet ingevuld, dus het is niet bekend wie de opdrachtgevers waren. Gustav Glück suggereerde reeds in 1904 dat de heilige Jacobus aan de buitenzijde hier bedoeld is als de patroonheilige van het Koninkrijk Castilië en de heilige Bavo als die van het Graafschap Vlaanderen. Castilië en Vlaanderen waren rond 1500 in een personele unie aan elkaar verbonden en waren de kroonjuwelen van het toenmalige Spaans-Habsburgse rijk. Glück suggereerde dat het Weense drieluik een zeer getrouwe verkleinde kopie was van het door de vorst van dat rijk, Filips de Schone, in 1504 bestelde Laatste Oordeel.
Filips de Schone was in de winter van 1504/1505 in 's-Hertogenbosch in verband met de oorlog met Gelre (zie Gelderse Oorlogen). Eerder dat jaar, in september, betaalde hij Jheronimus Bosch een voorschot van 36 pond voor het maken van een Laatste Oordeel. Het gaat hier waarschijnlijk echter niet om Laatste Oordeel-drieluik in Wenen, want het werk dat Filips de Schone bestelde is volgens de archieven 9 bij 11 voet (248 bij 303 cm in Brusselse voet) groot, terwijl het Weense Laatste Oordeel-drieluik, hoewel het aan de bovenzijde 4 cm ingekort is, 163 bij 274 cm meet. Mogelijk gaat het hier dus om een kleinere kopie, zoals Glück reeds suggereerde.
Een andere kunsthistoricus, Gerd Unverfehrt, suggereert iets soortgelijks. Hij wijst erop dat de heilige Jacobus en Bavo de patroonheiligen zijn van het koninkrijk Castlilië en de stad Gent. Maar volgens hem behoorden de opdrachtgevers van het werk niet tot het Habsburgse huis, maar tot de Spaanse of Vlaamse adel.
Bernard Vermet gaat ervan uit dat het werk niet in verband moet worden gebracht met de opdracht van 1504, maar met het huwelijk van Filips de Schone en Johanna van Castilië in 1496. Twee maanden na hun huwelijk te Lier werd Filips op 15 december 1496 te 's-Hertogenbosch ingehuldigd als hertog van Brabant, in aanwezigheid van onder andere Filips' vader Maximiliaan I en diens plaatsvervanger in de Nederlanden Albrecht van Saksen (1443-1500), alsmede Filips' majordomus, de latere Boschverzamelaar Diego de Guevara (†1520) en  Filips' stadhouder en de vermoedelijke opdrachtgever van de Tuin der Lusten, Engelbrecht II van Nassau (1451-1504). Vermet suggereert dat het werk toen werd aangeboden of besteld. De betrokkenheid hierbij van Albrecht zou tevens kunnen verklaren waarom juist de Saksische hofschilder Lucas Cranach (I) later een kopie van dit werk maakte.
Het februarinummer 2018 van het kunsthistorisch maandblad Burlington Magazine bracht een nieuwe kijk op de ontstaansgeschiedenis naar voren. In de zomer van 2017 is het werk minutieus onderzocht door Nederlandse deskundigen die hebben geconcludeerd, dat niet de H. Bavo is afgebeeld maar de H. Hippolytus van Belley (686-769), een Bourgondische bisschop die speciaal in Poligny wordt vereerd. Dit nu was de geboortestad van de edelman Hippolyte de Berthoz, thesaurier van Filips de Schone. Het blanco wapenschild onder de voeten van de H. Hippolytus blijkt een oudere verflaag af te dekken, waarop vrijwel zeker het wapenschild van De Berthoz heeft geprijkt. 

## Kopie

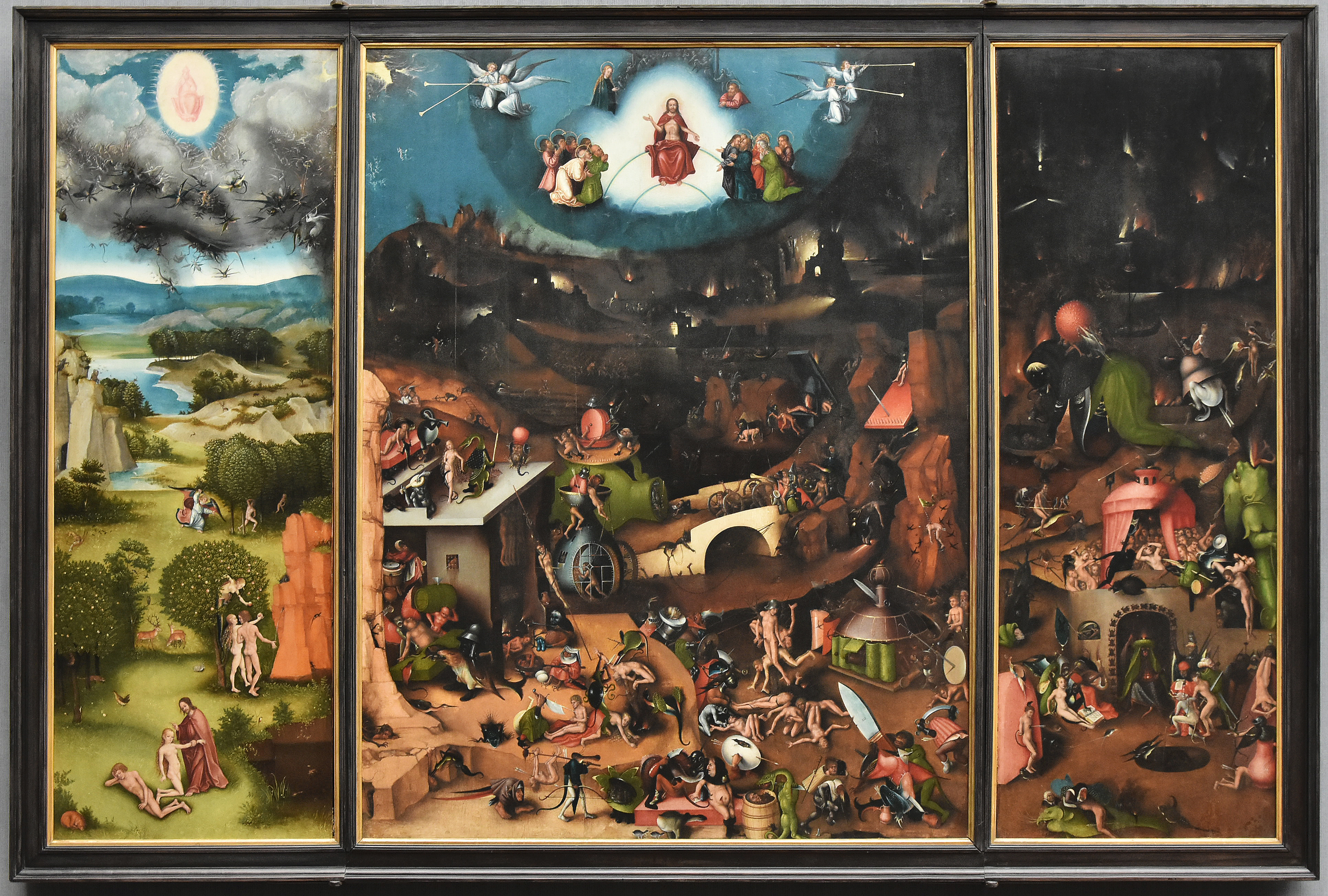
Lucas Cranach (I) (naar Jheronimus Bosch). Het Laatste Oordeel. Ca. 1524. Berlijn, Gemäldegalerie.

Het verhaal gaat dat Lucas Cranach op een reis door Vlaanderen het drieluik zag en er zo van onder de indruk was, dat hij er een kopie van maakte – volgens Friedländer mogelijk niet later dan 1508. Deze kopie bevindt zich tegenwoordig in de Gemäldegalerie in Berlijn.